# Гарнбрет, Янья
Янья Гарнбрет (словен. Janja Garnbret; род. 12 марта 1999, Šmartno pri Slovenj Gradcu, Словень-Градец) — словенская спортсменка, специализирующаяся в скалолазании, в том числе спортивном. Специализируется в дисциплинах лазание на трудность и боулдеринг, а также в многоборье. Олимпийская чемпионка 2020 и 2024 года. Семикратная чемпионка мира, чемпионка Европы и многократная обладательница Кубка мира, серебряный призёр Всемирных игр, представительница от Словении на Олимпийских играх в Токио.
Гарнбрет выиграла свой первый международный титул на чемпионате мира среди молодежи в 2014 году. В июле 2015 года, когда ей исполнилось 16 лет, она начала выступать в категории взрослых на Кубке мира по скалолазанию.
В 2016 году в возрасте 17 лет Гарнбрет выиграла этапы Кубка мира по в лазании на трудность и в многоборье, золото чемпионата мира в трудности, а также золото молодёжного чемпионата мира в боулдеринге и лазании на трудность. С 2016 по 2018 год она была выиграла общий зачёт в боулдеринге, лазании на трудность и в многоборье. В 2019 году в возрасте 20 лет Гарнбрет стала первым спортсменом, выигравшим все этапы Кубка мира в боулдеринге в течение сезона. На протяжении шести соревнований она заняла первое место в шести квалификациях, четырёх полуфиналах и шести финалах, успешно справившись с 74 из 78 боулдеринговых препятствий.

## Ранние годы
Янья Гарнбрет начала заниматься скалолазанием в возрасте семи лет. Впервые она выступила на национальном соревновании, когда ей было восемь. Её первым крупным соревнованием стал молодёжный чемпионат Европы по боулдерингу 2013 года, который она выиграла.

## Соревнования
В 2015 году, в первый год её участия в Кубке мира по скалолазанию IFSC, она заняла седьмую строчку в общем зачете в лазании на трудность . В том же году она также заняла первое место в известном шведском боулдеринговом турнире La Sportiva Legends Only, опередив Шону Кокси, Мелиссу Ле Неве, Джулиану Вурм и Анну Штер. Она также выиграла в боулдеринге на соревнованиях Melloblocco в 2015 году.
В 2016 году она выиграла большинство соревнований IFSC, в которых участвовала, в том числе чемпионат мира в лазании на трудность и в многоборье, а на молодёжном чемпионате мира стала победительницей в боулдеринге и лазании на трудность. Гарнбрет также выиграла Adidas Rockstars 2016 (соревнование для лучших спортсменов мира по боулдерингу), победив Джессику Пилз в суперфинале. Она также выиграла Rock Master в 2016 году, затем повторив это достижение в 2018.
В 2017 году она выиграла Кубок мира в лазании на трудность и в многоборье, золото чемпионата Европы в многоборье, а также заняла второе место в боулдеринге на чемпионатах мира и Европы.
В 2018 году она защитила свои титулы Кубка мира в трудности и многоборье и заняла четвёртое место в боулдеринге, выиграв два золота и одно серебро, после участия всего в трёх из семи соревнований (вынуждена была пропустить из-за обучения в школе). Более того, она выиграла чемпионат мира как в боулдеринге, так и в многоборье. Она была близка к тому, чтобы выиграть чемпионат мира в лазании на трудность, но её проход оказался на 11 секунд медленнее, чем результат Джессики Пильц, ставшей чемпионкой.
В 2019 году она доминировала на Кубке мира в боулдеринге, справившись с 74 препятствиями из 78 и выиграв все соревнования в течение сезона (6 из 6). Такого успеха никогда не было в истории скалолазания. Анне Штер почти удалось сделать то же самое в 2013 году, когда она выиграла семь этапов Кубка мира по боулдерингу из восьми. В том же году Гарнбрет выиграла три из четырёх дисциплин на чемпионате мира по скалолазанию 2019, взяв золото в боулдеринге, лазании на трудность и в многоборье. Защитив титул в многоборье, Гарнбрет обеспечила себе участие на Олимпиаде в Токио.

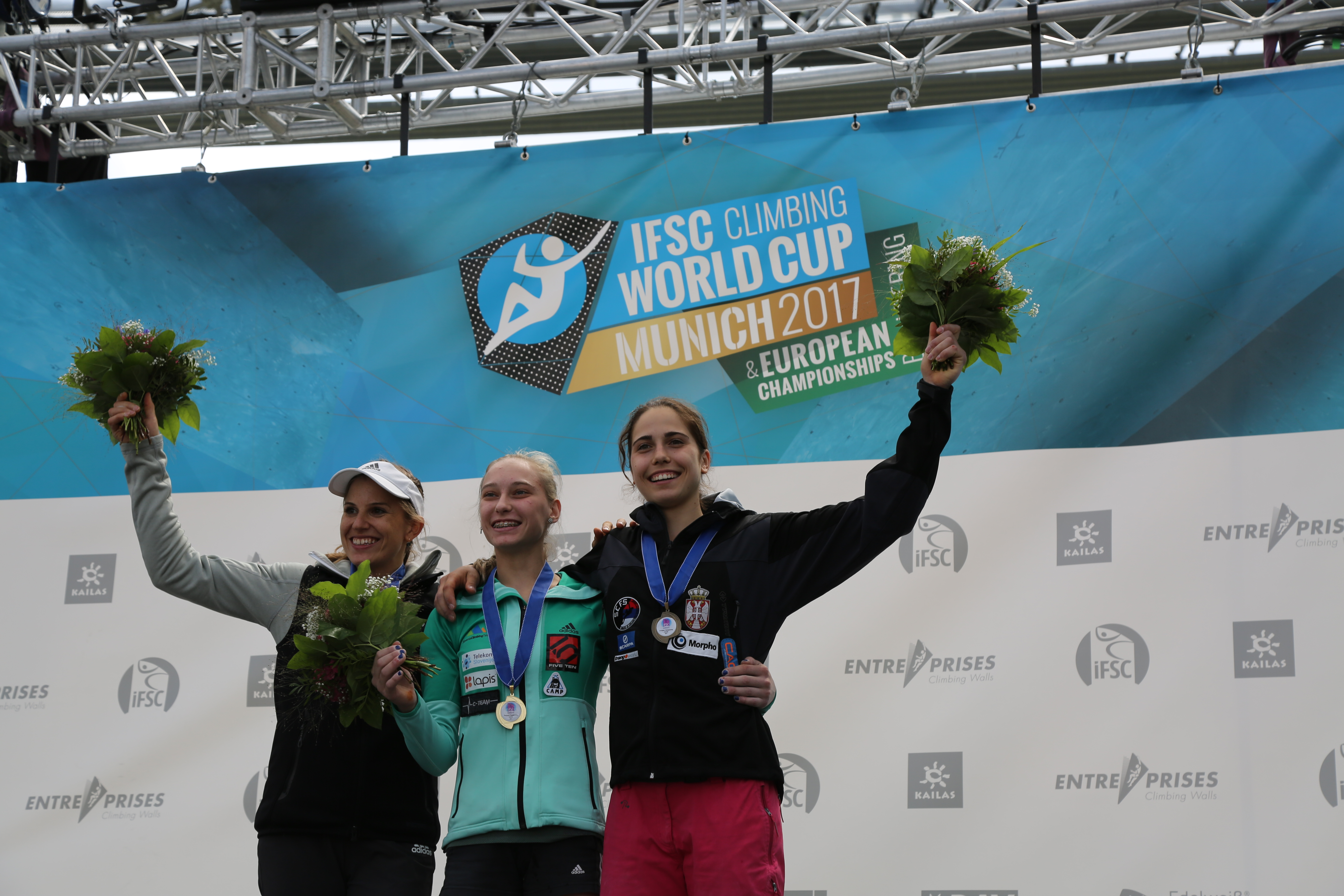
Гарнбрет — чемпионка Европы 2017 года в многоборье

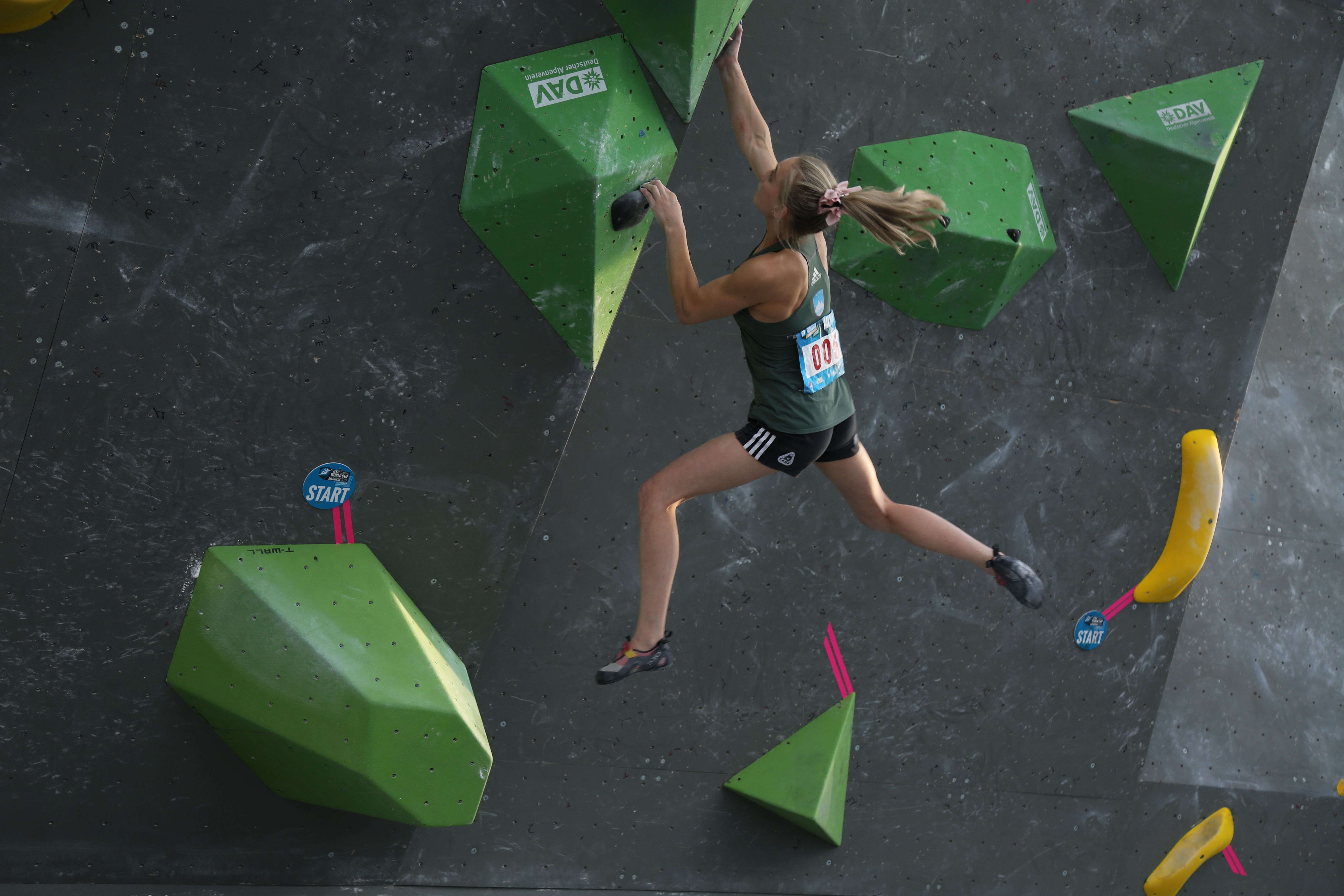
Янья Гарнбрет на чемпионате мира по скалолазанию 2017 в Мюнхене

В квалификации на Олимпийских играх заняла 14-е место в лазании на скорость с результатом 9,44 с, в боулдеринге победила, преодолев единственной из спортсменок 4 топа на всех четырёх трассах, а в лазании на трудность стала четвёртой, преодолев 30 зацепов, и прошла в финал с первого места. В финале заняла пятое место в лазании на скорость, выиграла соревнования в боулдеринге. В лазании на трудность Янья выступала пятой, и уже за три участницы до окончания соревнований стала олимпийской чемпионкой, так как у занимавшей промежуточное второе место было 27 очков, а результат словенки (5) не мог увеличиться более чем в три раза. В итоге она выиграла и эту дисциплину.

## Скалолазание на природе
Помимо спортивного скалолазания, Янья Гарнбрет также является опытной альпинисткой на открытом воздухе, совершая восхождения по различным чрезвычайно сложным маршрутам.
В 2015 году она посетила маршрут Аватар в хорватской Пандоре, сложность которого оценивается в 8b (5.13d) маршрут. В том же году она впервые успешно покорила маршрут 8c+ (5.14c) Miza za šest в Котечнике. В следующем году она преодолела маршрут La Fabelita в Санта-Линье в Испании, оцениваемый в 8c (5.14b). В 2017 году она покорила более сложный маршрут 9a (5.14d), Seleccio Natural, снова в Санта-Линья. Всего через несколько дней она прошла свой второй маршрут 9a в Санта-Линья, La Fabela pa la Enmienda.